# آبشار فرود فاور
آبشار فرود فاور (به انگلیسی: Ffrwd Fawr Waterfall) آبشاری است که در کشور ولز واقع شده‌است و بلندترین ریزشگاه آن ۴۰ متر ارتفاع دارد. حوضهٔ آبریز این آبشار، رود آفور توای ماین است.